# Otto Hüglin
Otto Hüglin (* 11. November 1857 in Königschaffhausen; † 9. Januar 1943 in Freiburg im Breisgau) war ein badischer Geschäftsmann und Hotelbesitzer.

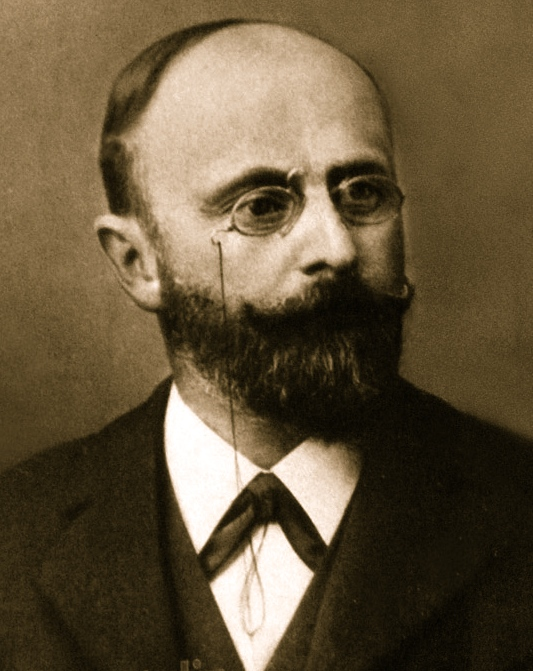
Otto Hüglin (1907)

## Leben
Hüglin entstammte einer wohlhabenden Winzerfamilie aus Königschaffhausen am Kaiserstuhl. Er erwarb 1882 mit 24 Jahren in St. Blasien den Klostergasthof, den er zu einem anspruchsvollen Hotel ausbaute. 1882 ließ er in St. Blasien das Kurhaus errichten, das 1883 in Betrieb ging und unter der ärztlichen Leitung von Hermann Determann innerhalb kurzer Zeit einen Aufschwung zu einer international angesehenen Kur- und Badeeinrichtung erlebte. Das Unternehmen firmierte unter dem Namen Hotel und Kurhaus St. Blasien und wurde 1887 in eine Aktiengesellschaft überführt. Nach und nach wurde der Kurbetrieb um bereits bestehende sowie durch Hüglin neu errichtete Gebäude erweitert (Friedrich-Luisen-Ruhe, Luisenheim, Schwarzwaldhaus, Hotel Krone), die, so die Eigendarstellung, „über allen Komfort der Neuzeit“ verfügten. Mit Beschluss des Gemeinderats St. Blasien vom 20. September 1907 wurde Hüglin zum 25-jährigen Jubiläum des Kurhauses St. Blasien zum Ehrenbürger der Stadt ernannt, „für die Verdienste um den Kurort, ganz besonders für seine tatkräftige Förderung der Kurinteressen“.

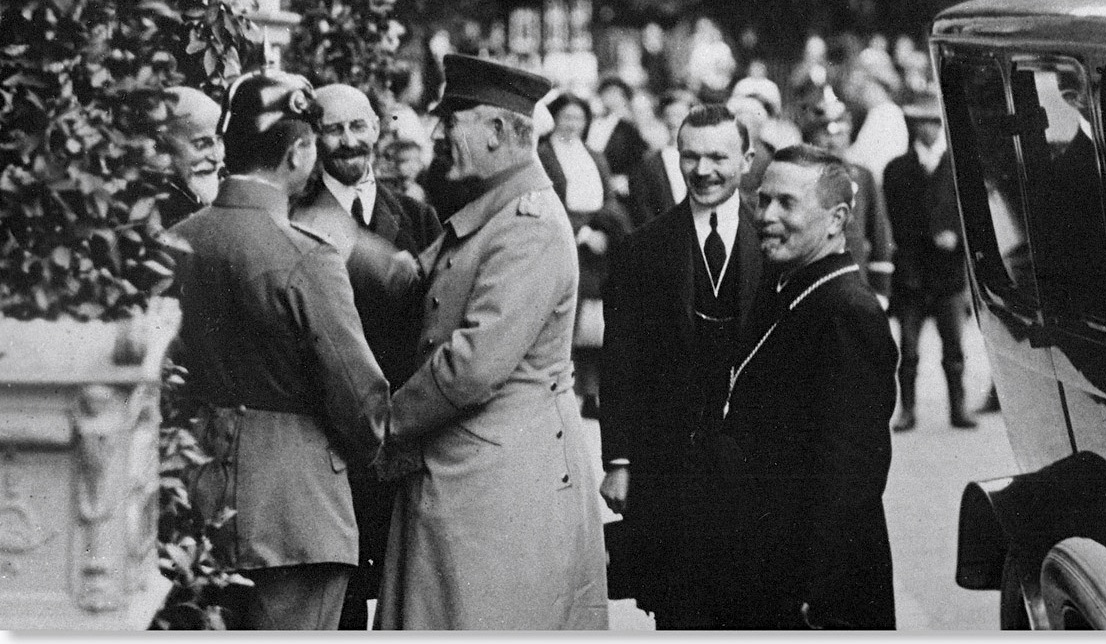
Otto Hüglin, (3. v.li.) beim Empfang von Prinz Max von Baden (in Uniformmantel) 1909

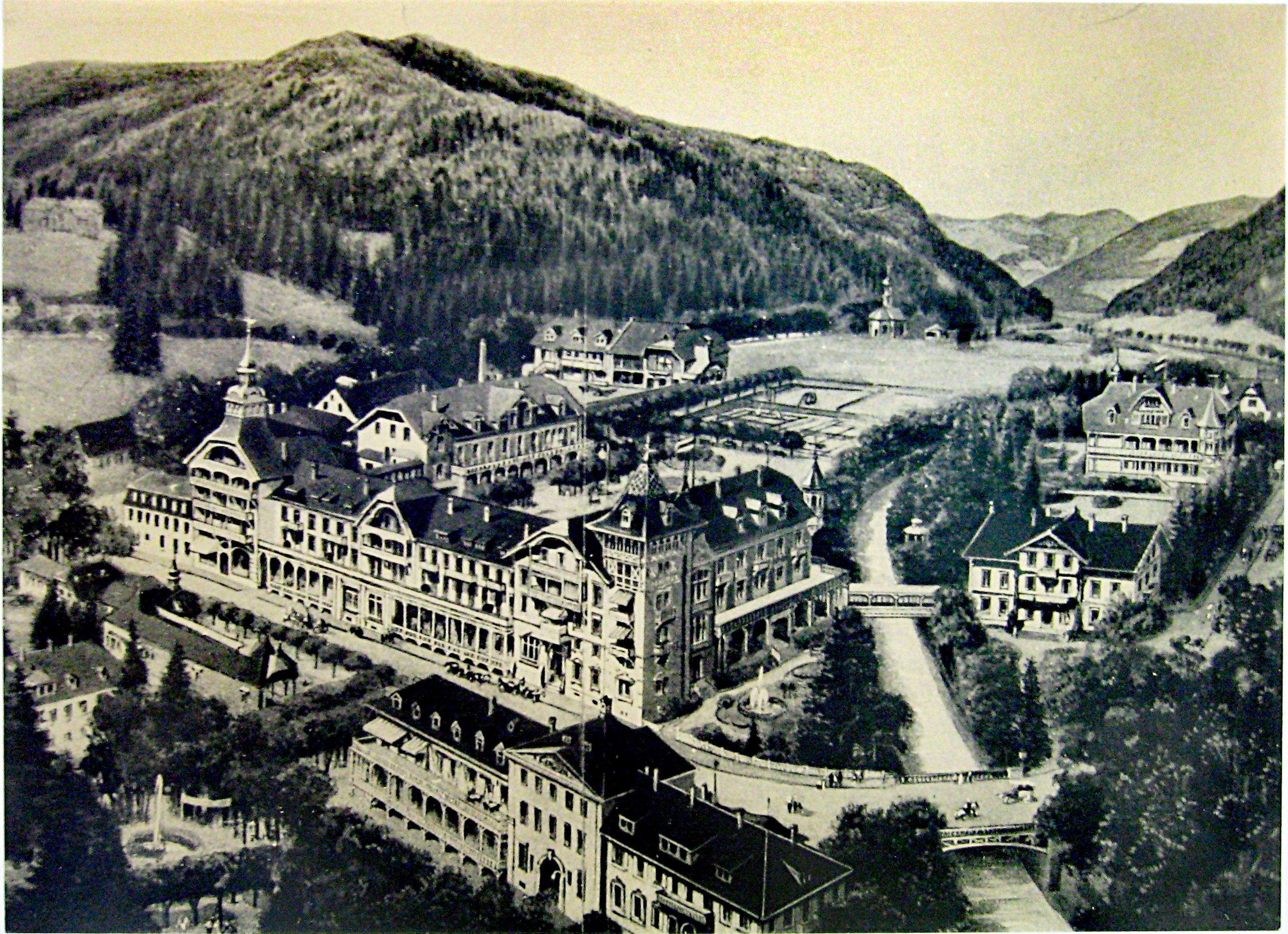
Kurhaus St. Blasien um 1900

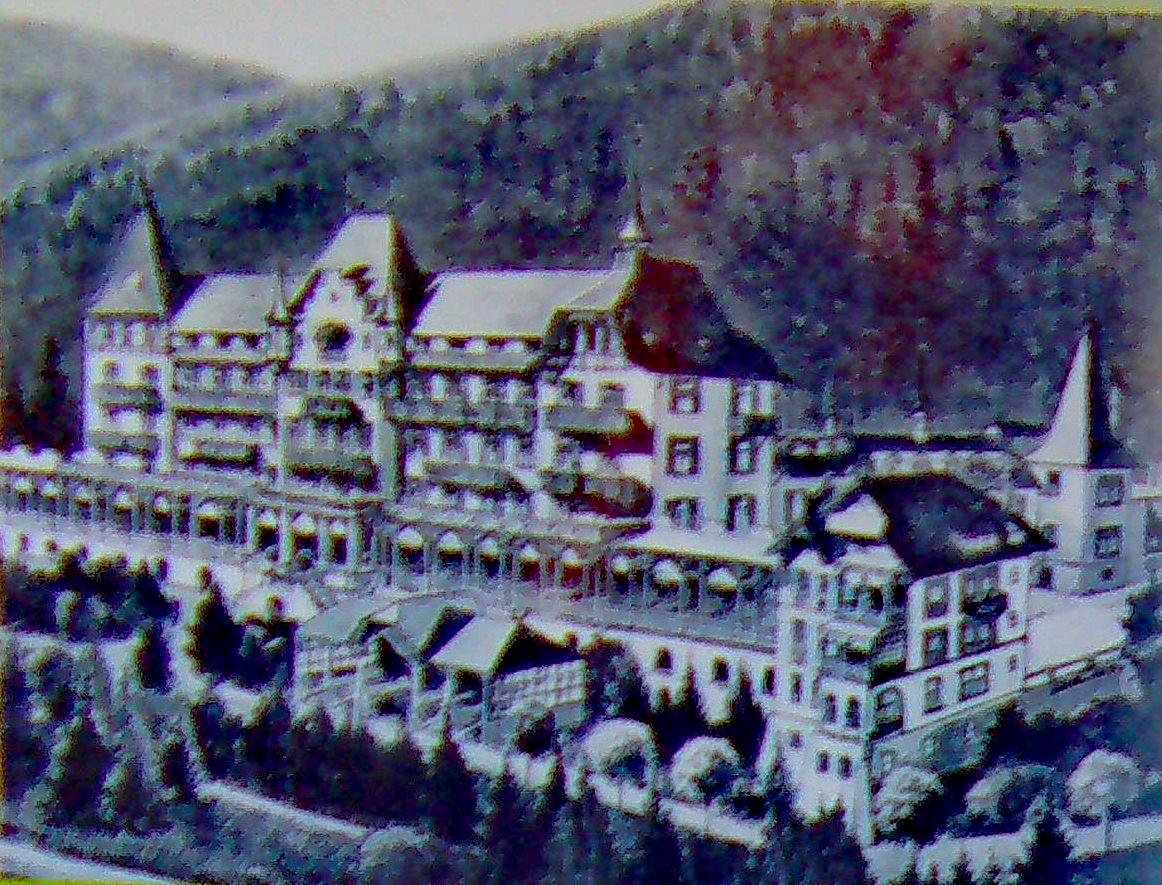
Die alte Wehrawaldklinik von 1901

1882 heiratete Hüglin Jeanne Marie Baud aus einer Genfer Künstlerfamilie. Aus der Ehe stammte der einzige Sohn Albert, geboren 1883. 1898 erwarb Hüglin das Hotel Bären in Titisee-Neustadt und baute 1901 in Todtmoos das Lungensanatorium Wehrawald, die heutige Wehrawaldklinik, ein damals exklusives Ambiente in exponierter Höhenlage, das vielfach von Patienten aus dem zaristischen Russland aufgesucht wurde. 1910 erlitt Hüglin einen Schlaganfall, was erzwang, dass sein Sohn Albert in die Firmenleitung eintrat.
Basierend auf dem von dem Industriellen Hugo Stinnes verfolgten Projekt einer Schwarzwald-Privatbahn, die von Freiburg im Breisgau über den Schauinsland bis zum Feldberg und von dort einerseits über das Tal von Menzenschwand bis nach St. Blasien, andererseits durch das Wiesental bis nach Basel führen sollte, strebte Hüglin um 1911/1912 die systematische weitere touristische Erschließung der Region an. Mit der Gesellschaft Hüglin und Genossen versuchte er die Vormachtstellung auf dem Feldberg zu erlangen, wo die Errichtung eines Luxus-Hotelkomplexes, der Bau von Golfplätzen und Rodelbahnen geplant war. Trotz exzellenter Verbindungen in die Wirtschafts- und Finanzwelt scheiterte er mit seinem Vorhaben am erbitterten Widerstand der Betreiber des bereits bestehenden, gut eingeführten Feldberger Hofes, und auch die von Hugo Stinnes geplante Privatbahn sollte nie gebaut werden, da das Projekt auf politischer Ebene keine Zustimmung fand.
1907 verlieh ihm St. Blasien das Ehrenbürgerrecht. 
1912 wurde Otto Hüglin zum Kommerzienrat ernannt. Im gleichen Jahr orientierte er sich mit Investitionen am Mittelmeer neu und erwarb in Sanremo das Grandhotel Bellevue. Dieses wurde zu einer prestigeträchtigen Hotelanlage ausgebaut, 1913 neu eröffnet und der Hotel- und Kurhaus St. Blasien AG angegliedert. Von nun an lebte Hüglin nur noch im Sommer in St. Blasien, der Kurbetrieb lief hier auch nur im Sommerhalbjahr. Über das Winterhalbjahr kümmerte er sich um die Geschicke in Sanremo und lebte dort.
1920 erwarb Hüglin gemeinsam mit dem Baden-Badener Bankdirektor Max Siegel die durch Hertha Isenbart errichtete, als Offiziersgenesungsheim geplante Bühlerhöhe. Unter Einbeziehung des benachbarten Sanatoriums wurde das Anwesen zu einem Luxushotelkomplex ausgebaut und ebenfalls unter die Verwaltung der Hotel und Kurhaus St. Blasien AG gestellt. Dabei kopierte Hüglin auf der Bühlerhöhe das erfolgreiche St. Blasier Kurbetriebskonzept, das ein Nebeneinander von Gesunden und Erholungsbedürftigen in einem luxuriösen Rahmen vorsah, angesiedelt in der Weltabgeschiedenheit einer „verwunschenen“ Schwarzwaldlandschaft.
Nachdem St. Blasien einen weitreichenden Wandel und eine zunehmende Ausrichtung als Lungenkurort erfahren hatte, wurde die Hotel und Kurhaus St. Blasien AG 1925 aufgelöst. Die St. Blasier Immobilien und Liegenschaften wurden verkauft, während die Bühlerhöhe in die Kurhaus und Sanatorium GmbH umgewandelt wurde und schon bald Persönlichkeiten aus Wirtschaft, Politik und Kultur zu ihren Gästen zählte. Ebenfalls 1925 investierte Hüglin in Bad Homburg, wo er das Sanatorium am Kurpark erwarb.
Otto Hüglin pflegte bisweilen, die Fäden aus dem Hintergrund zu ziehen. So zog er es oft vor, sich in seinem eigenen Kurhaus St. Blasien als „Privatier aus Freiburg“ einzuquartieren. Seinem exzellenten Netzwerk zur damaligen Adels-, Wirtschafts- und Finanzwelt, die in St. Blasien ein und aus ging, darunter etwa der Großherzog von Baden, Friedrich I., der letzte Reichskanzler des Deutschen Reichs, Prinz Max von Baden oder der Großindustrielle Hugo Stinnes, tat diese Zurückhaltung jedoch keinen Abbruch.
Hüglin zog nach der Aufgabe des Kurhausbetriebs St. Blasien nach Höchenschwand und leistete sich das Leben eines reichen Mannes. Er verstarb 1943 in Freiburg.